# Saint-Michel-et-Chanveaux
Saint-Michel-et-Chanveaux là một xã thuộc tỉnh Maine-et-Loire trong vùng Pays de la Loire phía tây nước Pháp. Xã này nằm ở khu vực có độ cao trung bình 110 mét trên mực nước biển.